# Revelación
Revelación è il secondo EP della cantante statunitense Selena Gomez, pubblicato il 12 marzo 2021 dalla Interscope Records.

## Produzione
Selena Gomez ha inizialmente annunciato l'intenzione di registrare il suo primo disco in lingua spagnola in un'intervista concessa alla rivista Dazed a febbraio 2020. Nel gennaio del 2021 la cantante ha ripubblicato un suo tweet del 2011 in cui esprimeva interesse nel pubblicare un album in spagnolo, annunciando l'imminente arrivo del progetto promesso dieci anni dopo. In un'intervista con Zane Lowe, la cantante ha rivelato: «Lavorare a un progetto in lingua spagnola è qualcosa che voglio fare da dieci anni ormai, perché sono così fiera delle mie origini, e sento veramente di volerlo realizzare concretamente. Con tutte le divisioni che ci sono nel mondo, c'è qualcosa nella musica latina che fa sentire le stesse cose a tutte le persone.»
Data la pandemia di COVID-19, l'intero album è stato in home recording. Selena Gomez e i suoi collaboratori hanno comunicato attraverso Zoom per la realizzazione dei pezzi. La cantante ha inoltre rivelato di avere assunto un insegnante di spagnolo, lingua che parlava scioltamente fino all'età di 7 anni ma che poi ha smesso di utilizzare e in gran parte dimenticato, per migliorare il suo lessico e la sua pronuncia.

## Pubblicazione
Titolo, copertina e data di pubblicazione di Revelación sono stati resi noti il 27 gennaio 2021, mentre la lista tracce è stata svelata il successivo 2 marzo. Nei giorni antecedenti alla pubblicazione del disco la cantante ha pubblicato le anteprime dei quattro brani inediti sui suoi account social. Revelación è uscito a livello globale in formato fisico e digitale il 12 marzo 2021; in Giappone il CD è invece disponibile dalla settimana successiva.

## Promozione
Selena Gomez ha annunciato De una vez, il singolo apripista dell'EP, sui suoi account social la mattina del 14 gennaio 2021; è stato pubblicato all'una di notte del 15 gennaio 2021 (ora italiana) su tutte le piattaforme digitali insieme al relativo video musicale. Il singolo ha visto un successo commerciale limitato, debuttando al 62º posto nella hit parade spagnola e al 92º nella classifica statunitense. De una vez è stato in lizza ai Latin Grammy Awards nella categoria dedicata al miglior video musicale, divenendo la prima candidatura della cantante nell'ambito delle premiazioni della Recording Academy.
Più fortunato è stato il secondo singolo, Baila conmigo, una collaborazione con il cantante portoricano Rauw Alejandro uscita due settimane dopo, il 29 gennaio 2021. Seppur fermandosi al 72º posto negli Stati Uniti, Baila conmigo ha raggiunto la top ten delle classifiche dei singoli in Messico e Spagna.
Il 4 marzo 2021 è uscito il terzo singolo, Selfish Love, una collaborazione con DJ Snake. Selena Gomez aveva già collaborato con il DJ francese nel 2018 sul singolo Taki Taki.

## Accoglienza
Matt Collar di AllMusic ha trovato la Gomez «artisticamente impavida» nel nuovo progetto, apprezzando la valorizzazione delle sue radici latine e la sofisticatezza del suo sound pop, che crea «un'atmosfera romantica» combinata con «una suadente vulnerabilità». Hannah Mylrea del NME ha affermato che l'EP aggiunge un «sapore R&B e reggaeton» al catalogo musicale di Selena Gomez, aggiungendo che «nonostante il cambiamento nel sound, la cantante non si sottrae del tutto alla sua abilità di realizzare una canzone pop orecchiabile».
Marcus Jones, scrivendo per Entertainment Weekly, ha ritenuto l'EP un rischio per la cantante, che ha definito come «una musicista molto più versatile di quanto le sia stato dato credito in tutta la sua carriera». Il critico di Rolling Stone Lucas Villa ha visto Revelación come un «accattivante flirt» della Gomez con la musica latina, attraverso il quale scopre «il suo groove tra ritmi reggaeton». Ha elogiato la voce della cantante, descritta come «seducente», e la produzione «magistrale» di Tainy che confonde le linee tra il pop e la musica latina, suggerendo che l'avventura nella musica latina della cantante merita di proseguire con un album in studio.

## Tracce
1. De una vez – 2:35 (Selena Gomez, Andrea Mangiamarchi, Christopher Carballo Ramos, Marco Masís, Alberto Carlos Melendez, Abner Cordero Boria, Alejandro Borrero e Ivanni Rodríguez)
2. Buscando amor – 3:08 (Selena Gomez, Randy Class, Andrea Mangiamarchi, Abner Cordero Boria, Marco Masís, Alejandro Borrero, Ivanni Rodríguez)
3. Baila conmigo (con Rauw Alejandro) – 3:06 (Selena Gomez, Andrea Mangiamarchi, Christopher Carballo Ramos, Abner Cordero Boria, Alberto Carlos Melendez, Marco Masís, Edgar Berrera, Alejandro Borrero, Ivanni Rodríguez, Raúl A. Ocasio Ruiz, Jorge A. Días)
4. Dámelo to' (feat. Myke Towers) – 3:04 (Selena Gomez, Andrea Mangiamarchi, Julia Michaels, Christopher Carballo Ramos, Abner Cordero Boria, Alberto Carlos Melendez, Marco Masís, Alejandro Borrero, Ivanni Rodríguez, Myke Towers)
5. Vicio – 2:40 (Selena Gomez, Gregory Aldae Hein, Santiago Beltran, Andrea Mangiamarchi, Abner Cordero Boria, Alberto Carlos Melendez, Marco Masís, Alejandro Borrero, Ivanni Rodríguez)
6. Adiós – 2:10 (Selena Gomez, Carolina Colon Juarbe, Juan Andrés Ceballos, Jorge Luis Perez Jr., Abner Cordero Boria, Marco Masís, Alejandro Borrero, Ivanni Rodríguez)
7. Selfish Love (con DJ Snake) – 2:48 (Selena Gomez, DJ Snake, Kat Dahlia, Marty Maro, K. Sotomayor, Kris Floyd)

## Formazione
Musicisti
- Selena Gomez – voce
- Elena Rose – cori (tracce 1, 3, 4 e 6)
- Tainy – strumentazione (tracce 1-3, 5 e 6)
- Jota Rosa – strumentazione (tracce 1-3, 5 e 6)
- Albert Hype – strumentazione (tracce 1, 3 e 5)
- Rauw Alejandro – voce, cori (traccia 3)
- Myke Towers – voce aggiuntiva (traccia 4)
- Kat Dahlia – cori (tracce 6 e 7)
- Nito – strumentazione (traccia 6)
- DJ Snake – strumentazione (traccia 7)

Produzione
- Selena Gomez – produzione esecutiva
- Tainy – produzione esecutiva, produzione (tracce 1-6)
- Neon16 – produzione esecutiva, produzione (tracce 1-6)
- Jota Rosa – produzione (tracce 1-5)
- Albert Hype – produzione (tracce 1-5)
- Nito – produzione (traccia 6)
- DJ Snake – produzione, missaggio (traccia 7)
- Bart Schoudel – produzione vocale, ingegneria del suono (tracce 1-3, 5-7)
- John Janick – coordinazione alla produzione (tracce 1-6)
- Sam Riback – coordinazione alla produzione (tracce 1-6)
- Vanessa Angiuli – coordinazione alla produzione (tracce 1-6)
- Lex Borrero – coordinazione alla produzione (tracce 1-6)
- Ivan Rodriguez – coordinazione alla produzione (tracce 1-6)
- Aleen Keshishian – coordinazione alla produzione (tracce 1-6)
- Zack Morgenroth – coordinazione alla produzione (tracce 1-6)
- Angelo Carretta – ingegneria del suono (tracce 1-3, 5 e 6)
- Pablo Batista – coordinazione alla produzione (tracce 3 e 4)
- Șerban Ghenea – missaggio (tracce 1-6)
- John Hanes – assistenza tecnica (tracce 1-6)
- Chris Gehringer – mastering (tracce 1-6)
- Nicholas Mercier – ingegneria del suono, mastering (traccia 7)

## Successo commerciale
Revelación ha segnato il più grande debutto nella Top Latin Albums statunitense per un'artista femminile da El Dorado di Shakira del 2017, primato poi conquistato da KG0516 di Karol G, esordendo in vetta alla classifica grazie a 23 000 unità. Di queste, 14 000 sono esemplari fisici e digitali, e le restanti 9 000 sono stream-equivalent units equivalenti a 12,21 milioni di riproduzioni in streaming delle singole tracce.

## Classifiche
| Classifica (2021) | Posizione massima |
| ----------------- | ----------------- |
| Argentina         | 10                |
| Austria           | 33                |
| Belgio (Fiandre)  | 19                |
| Belgio (Vallonia) | 18                |
| Canada            | 38                |
| Finlandia         | 32                |
| Francia           | 36                |
| Germania          | 39                |
| Italia            | 33                |
| Lituania          | 10                |
| Paesi Bassi       | 52                |
| Polonia           | 23                |
| Portogallo        | 2                 |
| Regno Unito       | 28                |
| Spagna            | 4                 |
| Stati Uniti       | 22                |
| Svizzera          | 19                |
| Ungheria          | 22                |